# Palais de justice et ancienne prison de L'Orignal
Le palais de justice et ancienne prison de L'Orignal est un palais de justice situé dans le village de L'Orignal à Champlain (Ontario, Canada). Construit en 1825, il est le plus vieux palais de justice en Ontario. 

## Histoire
Le palais de justice a été construit en 1825 avec une façade sur la rue Queen. L'édifice en pierre a été construit dans un style néo-classique puis a été agrandi d'une aile à l'est en 1848 et une à l'ouest en 1861. Une annexe au nord de l'aile l'ouest est ajouté en 1870. Une autre aile est ajoutée au nord de la portion centrale en 1940. Deux autres agrandissements ont été ajoutés face à la rue Court en 1961 et 1978, ces derniers ayant été construits dans un style moderne.
L'édifice est le plus vieux palais de justice de l'Ontario. De plus, il sert de bureau et de salle de conseil pour les Comtés unis de Prescott et Russell depuis 1850, faisant de lui l'un des plus vieux bâtiments municipaux encore en usage dans la province. Lors de sa fermeture en 1998, la prison était la plus vieille en opération dans la province. Elle était aussi la seule prison francophone de l'Ontario.
Le palais de justice est désigné le 20 juin 2007 par le canton de Champlain. Depuis 2007, l'ancienne prison, qui comprend le rez-de-chaussée est convertie en musée sur l'histoire carcérale et judiciaire de la région.